# 陈氏吸引子
陈氏吸引子（Chen attractor)，1999年 陈关荣和植田提出另类混沌吸引子,被称为陈氏吸引子。
陈氏系统有以下一组微分方程表示：
{\displaystyle {\frac {dx(t)}{dt}}=a*(y(t)-x(t))}
{\displaystyle {\frac {dy(t)}{dt}}=(c-a)*x(t)-x(t)*z(t)+c*y(t)}
{\displaystyle {\frac {dz(t)}{dt}}=x(t)*y(t)-b*z(t)}

## 数值解

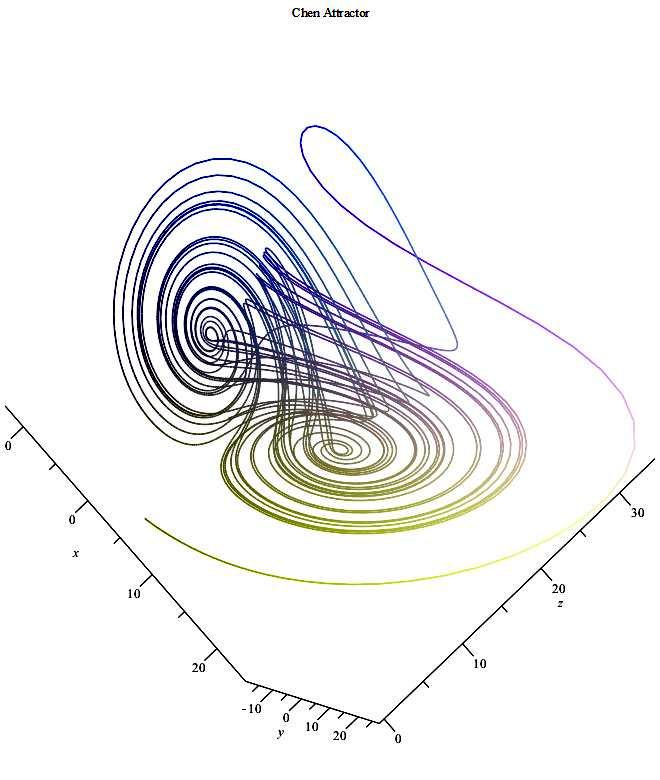
Chen 吸引子

利用龙格－库塔法可以求得陈氏系统的混沌吸引子图形和波形：
右图陈氏吸引子的参数：
a = 40, c = 28, b = 3
初始条件：
x(0) = -0.1, y(0) = 0.5, z(0) = -0.6

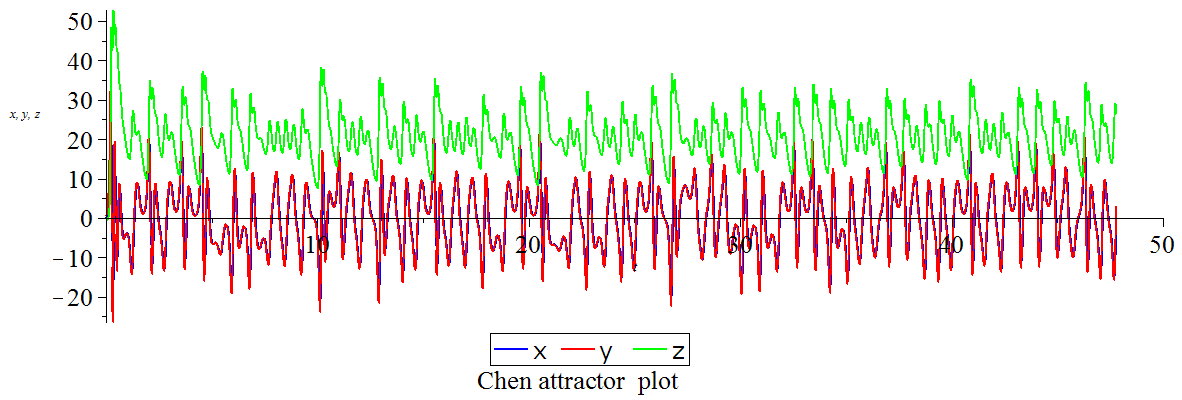
a = 35, c = 27, b = 2.8,x(0) = -.1, y(0) = .3, z(0) = -.6

## 参看
- 吸引子
- 混沌理论
- 广义陈氏吸引子